# Diritti LGBT in Egitto

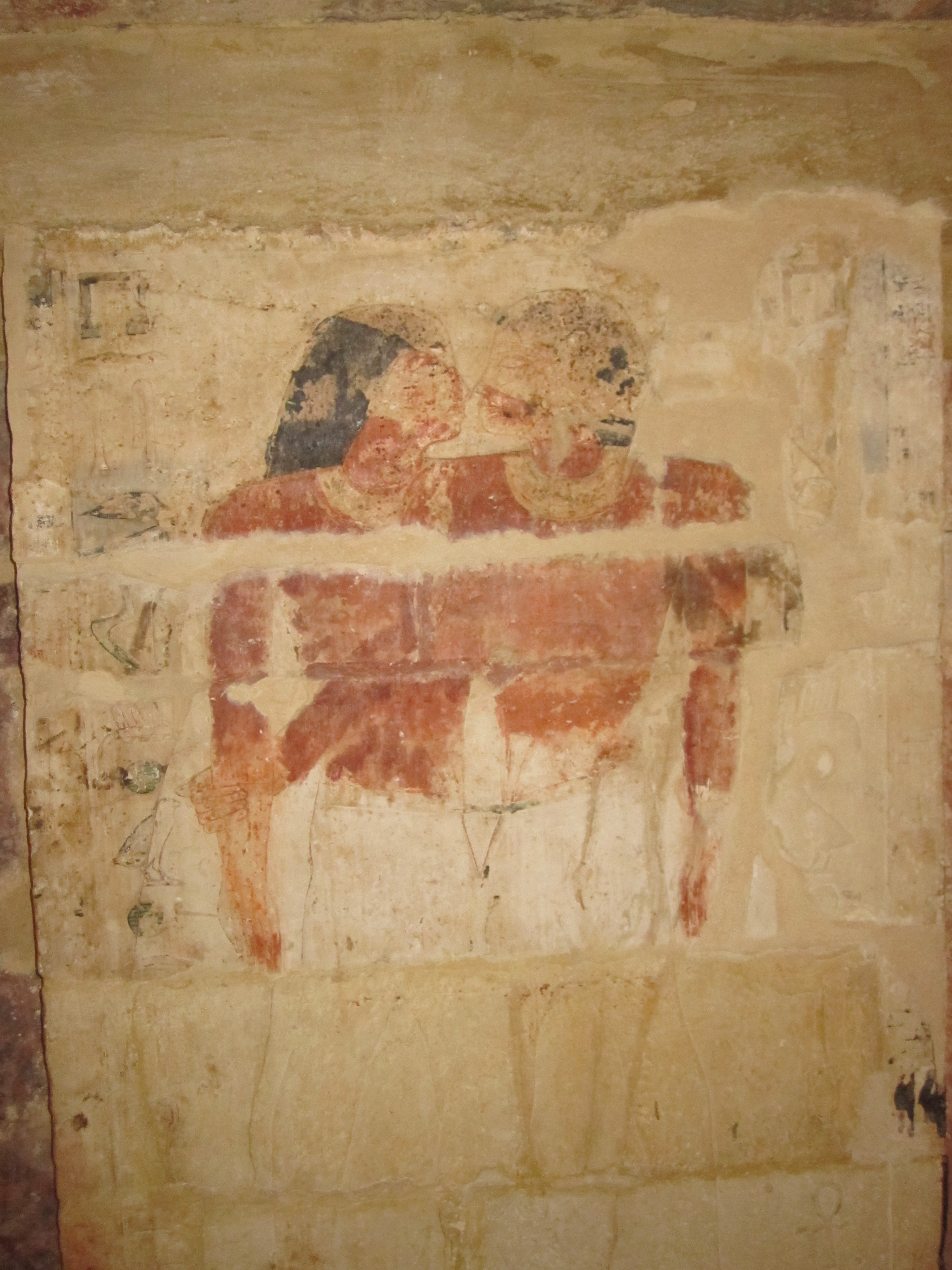
Khnumhotep e Niankhkhnum, raffigurati abbracciati in una delle scene dipinte nella loro comune mastaba.

In Egitto i diritti LGBT (come alcuni diritti umani) non sono ufficialmente riconosciuti né dal partito politico al potere né dai movimenti di opposizione né tanto meno dall'opinione pubblica in generale: omosessualità e transessualità sono fortemente stigmatizzati all'interno della società. L'omofobia, da sempre radicata e concentrata nella società, rende impossibile la vita delle persone LGBT.
Sia gay che lesbiche vengono discriminati sia dalla società che dalla loro famiglia, arrivando a ricevere aggressioni e vere e proprie minacce di morte.
I delitti d'onore non sono di conseguenza rari, soprattutto nei confronti di ragazze lesbiche, che nel migliore dei modi possono cavarsela con il matrimonio forzato per nascondere la propria omosessualità.
In altri casi si può giungere a percosse e umiliazioni, giungendo anche a terapie di conversione forzata, a concludere gli studi o anche a licenziarsi.  
La causa di tutto questo è da riscontrarsi sia con la mentalità conservatrice della società, che non vede tali atteggiamenti come appropriati, che dalle Istituzioni stesse, le quali, al momento, non hanno interesse nel tutelare i diritti degli omosessuali e delle persone transgender.
A partire dal XXI secolo il governo ha infatti iniziato a utilizzare sempre più leggi volte a proteggere i valori tradizionali, quindi a favore della "moralità pubblica" e contro l'omosessualità maschile.
Nonostante non sia ufficialmente reato essere omosessuali in Egitto, in base alla “legge sulla depravazione” (legge n. 10 del 1961), essi possono essere perseguiti penalmente.
Tale legge anche se avente una definizione piuttosto vaga ed ambigua, stabilisce che gli omosessuali sono perseguibili per la “pratica abituale della depravazione con una pena comminata  fino ai 17 anni di carcere, con o senza lavori forzati e penali".
La discriminazione e le molestie sulla base dell'orientamento sessuale e dell'identità di genere non sono trattate né all'interno della Costituzione né tra le leggi emanate.

## Codice penale
Dato che il codice penale tace in materia di travestitismo ed atti omosessuali svolti in privato tra adulti consenzienti, i suddetti non sono de jure illegali all'interno del paese; tuttavia, dall'anno 2000 in poi alcune disposizioni vigenti sono state usate per imporre l'equivalente di un divieto in fatto di omosessualità e travestitismo.
Nel 2000 alcuni funzionari di polizia hanno arrestato una coppia gay egiziana con l'accusa di "praticare un comportamento immorale ed indecente": il loro avvocato difensore ha chiesto che le accuse venissero immediatamente ritirate in quanto l'omosessualità non è un crimine in Egitto, ma il giudice ha rifiutato sulla base del fatto che i due uomini avevano offeso le norme religiose e morali.
L'incidente è stato ampiamente dibattuto anche attraverso i media in maniera sensazionalistica, inducendo ad intervenire anche diversi personaggi pubblici i quali hanno per lo più visto l'omosessualità come il prodotto finale della decadenza occidentale, invitando pertanto la corte ad emettere una sentenza di condanna.
Nel corso del biennio 2000-2001 il governo egiziano ha dato avvio ad un vero e proprio giro di vite nei confronti dei fino ad allora relativamente frequenti party privati con un'utenza nella stragrande maggioranza dei casi gay, arrestandone i frequentatori ed accusandoli di varie violazioni della legge tra cui quella relativa all'ordine a alla morale pubblica (codice promulgato nel 1990 per combattere le espressioni volgari, la prostituzione, la negazione degli insegnamenti religiosi ed il moltiplicarsi delle idee depravate).
La prima di queste incursioni si è verificata l'11 maggio 2001 ad una festa sul Nilo al Cairo: i 52 uomini gay arrestati sono stati accusati di offesa alla moralità pubblica. I cosiddetti "Cairo 52" sono stati inizialmente processati sulla base di una vaga "violazione degli insegnamenti religiosi" e di "propagazione di idee depravate"; la Human Rights Watch ha per l'occasione tradotto e pubblicato online parti del codice penale egiziano relativi all'argomento in questione.
Gli imputati sono stati difesi anche da altre organizzazioni internazionali per i diritti umani, come Amnesty International; membri del parlamento tedesco, oltre al presidente francese hanno invitato il governo egiziano a rispettare i diritti umani dei propri cittadini LGBT: al termine del processo ben 23 degli imputati sono stati condannati al carcere e ai lavori forzati, mentre gli altri sono stati assolti.
In seguito molti altri uomini sono stati arrestati in vari raid anti-omosessuali, anche se gli stranieri eventualmente coinvolti tendono ad essere rilasciati rapidamente; in varie situazioni più recenti un discreto numero di persone è stato incriminato per aver effettuato tentativi d'incontrare uomini tramite pubblicazioni e chat via Internet.
Nel 2003 è stato arrestato e incarcerato per due settimane un turista israeliano proprio con l'accusa di tentativo d'adescamento attraverso web chat.
Sempre nel 2003 la polizia ha istituito posti di blocco su entrambi i lati del Ponte Qasr al-Nil, che attraversa il fiume nel centro della capitale ed è un luogo popolare d'incontri sessuali tra uomini, arrestando in totale 62 persone..
Nel 2004 uno studente diciassettenne di un istituto privato ha ricevuto una condanna di 17 anni di carcere, compresi 2 anni di lavori forzati, per aver pubblicato il suo profilo personale su un sito di incontri gay.
La risposta del governo egiziano alle critiche internazionali mossegli contro è stata quella o di negare la persecuzione delle persone LGBT, oppure affermando che l'omosessualità è una perversione morale e quindi in contrasto con l'autentica fede insegnata dal profeta Maometto.
Nel 2009 il settimanale egiziano Al Balagh Al Gadid è stato chiuso e due dei suoi giornalisti incarcerati per la pubblicazione di un reportage in cui s'indicavano i noti attori Nour El-Sherif, Khaled Abol Naga e Hamdi El Wazir di essere coinvolti in un giro di prostituzione omosessuale e di corruzione degli agenti governativi per coprire la loro partecipazione ai fatti.
A settembre 2017 durante un concerto, è stata fatta sventolare una bandiera arcobaleno, suscitando l’indignazione dell’opinione pubblica. Sono state arrestate circa 78 persone ed effettuati almeno 5 esami anali. Un uomo e una donna sono rimasti detenuti per tre mesi per aver innalzato la bandiera arcobaleno, stessa pena per coloro che hanno postato online espressioni di solidarietà per il loro gesto. Molti degli arrestati sono stati presi in trappola dalle forze di sicurezza su applicazioni di appuntamento online e condannati da tre mesi a sei anni, per accuse d’“indecenza abituale”. Altre persone sottoposte a fermo sono rimaste detenute in attesa di essere interrogate dai giudici inquirenti.
Ad ottobre 2017, un gruppo di parlamentari ha avanzato una proposta di legge profondamente discriminatoria nei confronti degli omosessuali, che condannava esplicitamente le "relazioni omosessuali tra due uomini o due donne scoperti ad avere rapporti sessuali sia in pubblico che in privato,  punibili dall’articolo 2 da uno a tre anni di carcere, massimo a 5 anni se recidivi. Massimo 5 anni di reclusione per coloro che “incitano, facilitano, ospitano o appoggiano” rapporti omosessuali, anche se non eseguono l’atto stesso. L’articolo 4 vorrebbe proibire la pubblicità (completamente inesistente in Egitto) di feste ed incontri gay tramite televisione, radio o web: e per coloro che pubblicizzano, organizzano o ospitano questi eventi la pena massima potrebbe essere di 3 anni, anche se non omosessuali. L’articolo 5 vieterebbe “severamente” di esporre, produrre, vendere, scambiare o promuovere qualsiasi “simbolo o segno” della comunità LGBTQIA, con una pena da uno a tre anni di carcere. Al massimo di 15 per coloro che fossero stati ritenuti colpevoli di reati multipli "

## Identità di genere
Nel 1990 Sayed Abdullah è stato il primo cittadino egiziano ad aver avuto il permesso d'eseguire l'operazione di cambio sesso, con relativo nuovo nome da Sayed a Sali, mentre per contro nel 1998 è stata ufficialmente vietata la musica della transessuale israeliana Dana International.

## Riconoscimento delle relazioni omosessuali
L'intero diritto di famiglia è disciplinato dalla legge religiosa delle rispettive persone coinvolte: in quanto a tutt'oggi tutte le religioni ufficialmente riconosciute in Egitto, in primis l'Islam e la Chiesa ortodossa copta, non riconoscono come legittime nessuna relazione sentimentale tra persone dello stesso sesso, neanche la legge dello stato le riconosce.

## Condizioni di vita delle persone LGBT
Fino al 2001 il governo egiziano ha rifiutato di riconoscere persino la stessa esistenza dell'omosessualità. Culturalmente la stragrande maggioranza della popolazione è di religione musulmana e cristiana, il che ha un impatto decisivo sugli atteggiamenti pregiudiziali della società nei confronti dei diritti LGBT, così come condiziona fortemente tutto il sistema legale nazionale: la morale tradizionale religiosa vede l'omosessualità e il transgenderismo come atti proibiti e detestabili.
Le persone LGBT sono obbligate a vivere nascoste e in segreto la propria sessualità per timore sia delle sanzioni legali che dell'ostilità sociale. 

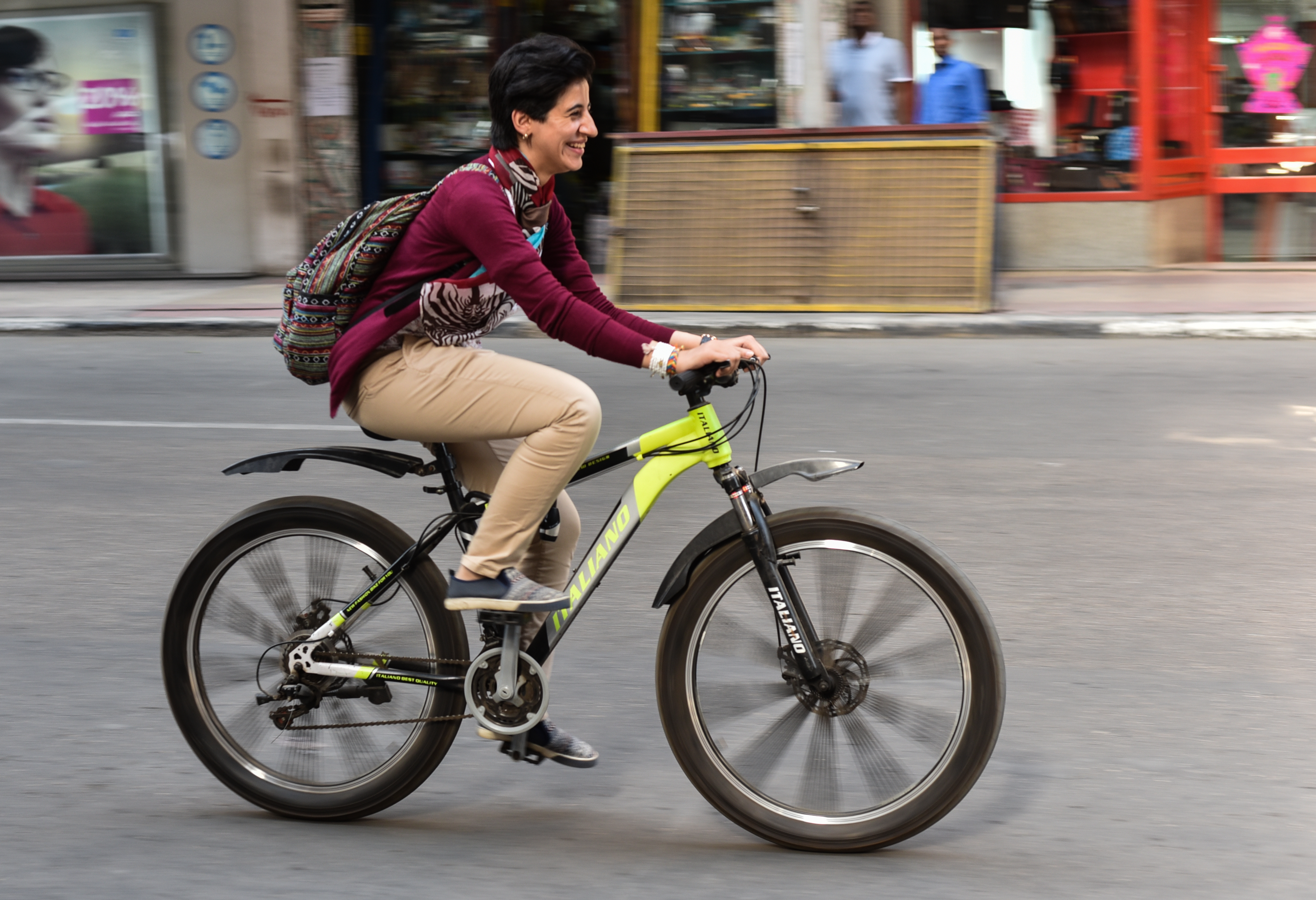
Sarah Hegazy (1989-2020) attivista lesbica egiziana suicidatasi a soli 31 anni in Canada, dopo le torture e le umiliazioni subite nel 2017 durante il suo arresto in Egitto, dopo la partecipazione al concerto dei Mashrou Leila, dove aveva sventolato una bandiera arcobaleno.

Le ragazze lesbiche, nel migliore dei casi, vengono sessualizzate ed oggettivate; molti uomini eterosessuali preferiscono la pornografia lesbo rispetto ad altri generi eterosessuali, dipingendo un'immagine sbagliata del rapporto sessuale tra donne, delegittimando l’amore tra donne e riducendolo ad un feticcio che di solito si adatta al puro piacere maschile, cancellando completamente le  emozioni complesse, le esperienze e l’agency delle donne coinvolte nella relazione.
In ogni caso anche per le donne eterosessuali ammettere qualsiasi tipo di attività sessuale prima del matrimonio, perché rischiano di non conformarsi al modello di stampo moglie-madre della società patriarcale che vige nel Paese.
Le organizzazioni per i diritti umani presenti in territorio egiziano hanno sempre cercato di evitare di sostenere pubblicamente i diritti LGBT per timore di ritorsioni da parte del governo, dalla politica dell'islamismo radicale o anche solo dai pregiudizi dei cittadini socialmente conservatori.
Uno dei pochi egiziani a sostenere pubblicamente i diritti civili per gay e lesbiche è stato Maher Sabry il quale, assieme al sostegno dato al gruppo dei Cairo 52, ha anche diretto nel 2008 un innovativo film intitolato All My Life, che parla esplicitamente di omosessualità maschile.
La pellicola ha provocato vibranti proteste da parte di leader religiosi e funzionari governativi che avrebbero voluto l'immediata messa al bando e distruzione del film.
A seguito della rivoluzione egiziana del 2011 il potere è stato assunto dal Partito Libertà e Giustizia creato e guidato dai Fratelli musulmani: i loro leader hanno condannato l'omosessualità e le unioni civili tra persone dello stesso sesso per motivi eminentemente religiosi.
Il nuovo governo ha continuato ad opporsi alla dichiarazione dell'ONU che condanna la discriminazione e le molestie anti-gay e non si interessa a tutelare e a riconoscere gli omosessuali, vietando persino di parlarne (anche male) in televisione e/o di farne anche la minima pubblicità o campagne di accettazione (nonostante non vi sia praticamente alcuna pubblicità che sponsorizzi locali gay o che cerchi di far accettare l'omosessualità)
Nel dicembre 2020 Tony George Rizk, il fondatore della scuola tC Community Egypt, affiliata alla Chiesa anglicana, ha annunciato l’apertura del percorso di conversione (la cosiddetta “terapia riparativa”) che “avrà lo scopo di guarire le persone LGBT dalle loro dipendenze dovute al difficile vissuto infantile che le ha costrette a perdere la loro vera identità”. La scuola, spiega Rizk, “inizia il 26 dicembre, offrendo corsi personalizzati per una durata di 8 settimane”.
Rizk aggiunge: “Il senso di responsabilità, che porto nei confronti della mia società, mi ha portato a realizzare questo percorso volto alla cura delle perversioni sessuali, anche perché il numero di persone con questo problema è sempre in aumento, ma resto convinto che Dio ci abbia donato la flessibilità che serve per guarire da tutte le dipendenze, inclusa l’omosessualità”. Il corso online costerebbe 100 sterline egiziane.

## Tabella riassuntiva
| Attività e relazioni sessuali legali                         | (in base alla legge contro la depravazione la pena può arrivare fino a 17 anni di carcere con o senza lavori forzati, secondo una proposta di legge invece la pena potrebbe arrivare fino a 5 anni di reclusione in caso di recidività, ma fino a 15 per chi si macchia di reati multipli) |
| Parità dell'età di consenso                                  | No |
| Nessuna Censura                                              | (Chiunque promuove i diritti LGBT+ nel paese viene condannato alla reclusione) |
| Leggi anti-discriminazione sul lavoro                        | (il governo egiziano ritiene giusto che l'omosessualità sia considerata come un atto molto grave) |
| Leggi anti-discriminazione nella fornitura di beni e servizi | No |
| Leggi anti-discriminazione in tutti gli altri settori        | No |
| Matrimonio egualitario                                       | No |
| Unione civile                                                | No |
| Adozione                                                     | No |
| Autorizzazione a prestare servizio nelle forze armate        | No |
| Diritto di cambiare legalmente sesso                         | No |
| Surrogazione di maternità                                    | No |
| Permessa la donazione di sangue per le persone omosessuali   | No |